# I Can (Blue)
I Can è un brano musicale del gruppo britannico Blue che ha rappresentato il Regno Unito all'Eurovision Song Contest 2011 a Düsseldorf, in Germania. Per la prima volta nella storia dell'Eurovision Song Contest il concorrente è stato selezionato internamente dalla BBC. L'annuncio è stato dato il 29 gennaio 2011 dal BBC News ed i siti ufficiali dell'Eurofestival.

## Promozione
In una partecipazione al programma  BBC Breakfast il 9 febbraio 2011 i Blue hanno confermato che la canzone era già stata scritta prima che venisse loro chiesto di rappresentare il Regno Unito a Düsseldorf, e l'hanno descritta come "un mix di pop, inno e tipico sound dei Blue".
La canzone è stata presentata in anteprima l'11 marzo 2011 nel The Graham Norton Show. Per l'occasione è stato anche realizzato un video promozionale trasmesso dalla rete BBC One. I Blue sono apparsi in vari show fra cui la versione italiana di Top of the Pops il 21 marzo.
Il video ufficiale è stato pubblicato il 14 aprile 2011. La BBC ha trasmesso un documentario speciale di un'ora intitolato Eurovision - Your Country Needs Blue il 16 aprile. Il singolo sarà acquistabile a partire dal primo maggio 2011.
I Blue sono anche apparsi nudi sulla rivista gay Attitude, sia sulla copertina che in un articolo all'interno, per promuovere la loro partecipazione all'Eurofestival.

## Tracce
- Digital EP[5]

1. "I Can" (StarSign Radio Edit) – 2:36
2. "I Can" (Original Mix) – 3:01
3. "I Can" (Instrumental) – 3:01

## Classifiche
| Classifica (2011) | Posizione massima |
| ----------------- | ----------------- |
| Austria           | 8                 |
| Belgio (Fiandre)  | 67                |
| Belgio (Vallonia) | 95                |
| Germania          | 7                 |
| Irlanda           | 34                |
| Regno Unito       | 16                |
| Svizzera          | 8                 |